# Virksomhedshjemmeværnet
Virksomhedshjemmeværnet (VHV) var en del af det danske hjemmeværn, organiseret i de tre grene Energi (VEN), Tele (VTE) og Jernbane (VJE). Værnets opgave var at sørge for, at infrastrukturen i Danmark fungerer, og bestod af eksperter, som skulle sørge for dette.  

## Ekstern kilde/henvisning
Virksomhedshjemmeværnets officielle webside Arkiveret 25. august 2009 hos  Wayback Machine hentet d. 26. august 2009
| Militær | Spire Denne artikel om militær er en spire som bør udbygges. Du er velkommen til at hjælpe Wikipedia ved at udvide den. |